# Piriutiti
Piriutiti, pleme karipskih Indijanaca iz brazilske države Amazonas, sjeverni od Amazone uz rijeku Rio Curiau. Srodni su s Waimiri-Atroari. Ima ih između 100 i 200 na rezrvatu Terra Indígena Waimiri-Atroari. 

## Vanjske poveznice
- Uncontacted Ethnic Groups  Arhivirana inačica izvorne stranice od 25. rujna 2006. (Wayback Machine)